# Casa Babylon
Casa Babylon es el cuarto y último álbum de estudio de la banda francesa Mano Negra. Fue lanzado al mercado en 1994 con la discográfica Virgin France, S.A. El álbum contiene tendencias latinoamericanas, según los críticos es el disco mejor elaborado del grupo, con la presencia de Fidel Nadal en la gran parte de las canciones. La mayoría de las canciones en este disco son en español, canciones como "Señor Matanza", "Santa Maradona", "Machine Gun", "Love & Hate", "Hamburger Fields" y "La Vida" demuestran la capacidad que tiene el grupo para entender diferentes tipos de música y diferentes tipos de culturas. Este disco no salió a la venta en Estados Unidos ni en Gran Bretaña.
Estuvo influenciada por las aventuras de Cargo '92. El disco se termina al regresar a Europa, tardó más de dos años en grabarse después de casi tres años de trabajo repartidos entre cinco estudios de París, y otros de Colombia, Nueva York y Buenos Aires, las mezclas fueron realizadas en Nápoles, ciudad donde componen "Santa Maradona". En el mismo 1994 Mano Negra estuvo al frente de un proyecto francés que se llamó La Nuit du Foot que era como una especie de festival que tenía como objetivo poner en ambiente en Francia por motivos de la copa mundial de fútbol que se celebró en Estados Unidos. 

## Antecedentes

### Cargo 92
El proyecto es salir en un barco mercante que hemos comprado en Barcelona, con Royal de Luxe, un grupo de teatro con quienes sentimos mucha afinidad. Les gusta como a nosotros hacer siempre cosas sorprendentes.
Manu Chao

En las anteriores líneas Manu Chao resume claramente en que consistía la Gira Cargo, la cual va a comenzar con las tensiones que llevarían a la definitiva separación de la Mano Negra meses después.
Durante el tiempo que la banda estuvo de gira se avisó a la gente de Virgin que se irían de gira por unos meses para no ganar un centavo. El cronograma especificaba paradas de tres semanas en cada puerto, donde tanto Mano Negra, como Royal Deluxe presentaban su espectáculo e invitaban a bandas locales a tocar. Río de Janeiro, Montevideo, Cartagena de Indias, Santo Domingo eran algunas de las escalas previstas.
La AFAA (Asociación Francesa de Acción Artística) fue quien financió el proyecto. El resultado de esta aventura fueron presentaciones en diecisiete países de Latinoamérica. Tras tan excitante pero agotadora experiencia algunos miembros, cansados e incapacitados de seguir el ritmo de Manú se retiran. Tonio, Daniel y Jo se van de la Mano Negra, rompiendo por primera vez la unidad de los Chao. La unidad basada en la amistad empezaba a resquebrajarse. Según declaraciones de Tonio y Manú "Mano Negra es un colectivo, un grupo de amigos que deciden reunirse a tocar", entonces al marcharse tres de ellos, el significado de Mano Negra queda un poco fuera de lugar. Además el nombre también era propiedad de Tonio, a quien no le hacía mucha gracia que su hermano lo siguiera utilizando. Finalmente llegaría el golpe de gracia para Mano Negra.

### La Gira del Tren de Hielo y Fuego por Colombia
Tras pasar la gira Cargo 92 por Argentina, Manú entabla amistad con Fidel Nadal, vocalista de Todos Tus Muertos, en quien Manú ve un cantante prodigioso, de voz gruesa y profunda quien haría grandes aportes para Casa Babylon y ayudaría a prolongar la vida del grupo durante la gira por Colombia.
El indetenible Manu plantea a la banda un proyecto, nuevamente con Royal Deluxe para recorrer Colombia en tren, utilizando las vías que están fuera de servicio, atravesando el país desde Santa Marta, hasta Bogotá. Ramón Chao (reconocido periodista español y padre de los hermanos Chao, a quien sus hijos le deben buena parte de su espíritu combativo) fue quien se encargó de escribir las crónicas de la gira por Colombia en un libro llamado "Mano Negra en Colombia. Un Tren de Hielo y Fuego". Junto al grupo francés French Lover's, unos trapecistas, tatuadores, tragafuegos y otros artistas se creó una feria que iba de pueblo en pueblo enseñando sus artes.
Viajando en una locomotora bautizada como "Consentida" el tren partió en el 15 de noviembre de 1993, el nombre de la gira es un homenaje a Cien años de soledad de Gabriel García Márquez. Problemas técnicos, encabezados por seis descarrilamientos, desorganización, enfermedades, tensión política y la deserción parecen condenar el tren al fracaso, pero finalmente llega a Bogotá. En Aracataca desertan Santiago, Garbancito, Jean Marc y Kropol, volviendo a París. Quedan Fidel, Manú, Tom y Gambit. Con esta última pérdida Mano Negra queda fuertemente lesionada y no puede seguir tocando. Luego Manú regresa a Francia a ocuparse de Casa Babylón. Cada vez Manú se va quedando más sólo y tras estos acontecimientos debe replantearse el futuro del grupo, justo cuando se publica uno de los disco más aclamados de Mano Negra.

## Grabación y lanzamiento

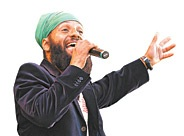
El músico argentino Fidel Nadal, miembro de Todos Tus Muertos, participa en varias canciones del álbum. Del mismo modo, Manu Chao participa en el álbum Dale aborigen de TTM, disco bastante emparentado con Casa Babylon.

Casa Babylon es el disco latinoamericano de Mano Negra. Sin embargo, a lo largo del recorrido que la banda francesa había hecho por el mundo había dejado de funcionar como banda para trabajarse como un colectivo, con liderazgo de Manu Chao, algo que poco a poco había comenzado a abrir las grietas que llevarían a la separación final.
Durante este álbum hacen gala de todo lo que habían ido aprehendiendo en el camino. Las sonidos empiezan a ensamblarse a partir de un sound system que se compone a partir de samples de discursos y canciones grabadas así como potentes sonidos bailables en vivo. Manu juega entre ser un intrépido MC en unas canciones y en otras ser cantautor intermediario entre una realidad oculta y una audiencia ignorante. Es así como la búsqueda de Mano Negra de Latinoamérica no se da en un sentido folklórico ni recogiendo ese sentimentalismo tradicionalista que otros músicos han buscado imprimir a lo largo del tiempo, sino a partir de un collage urbano donde se pierden los gritos de revolución, los cánticos futboleros o las locuciones de divertidos DJ de radio que buscan atraer sintonía. 
El contexto era una realidad convulsionada entre una lucha contra el narcotráfico cada vez más violenta y que incluía la muerte del capo de la droga Pablo Escobar, a los gobernantes latinoamericanos que llevaban a los países hacia el libre mercado y la resistencia por algunos grupos como el EZLN en México. En el fondo, cosas que siguen pasando bajo otras formas y otros personajes, pero que en ese momento, la banda pensó que era el momento para inmortalizarlo. Debido a los problemas internos que la banda sufrió, personajes externos tuvieron importancia en la concepción del disco. En particular, el argentino Fidel Nadal, miembro de Todos Tus Muertos, que hace apariciones en varias canciones del álbum y trabajó en la composición de los mismos. 
La canción bandera del disco, "Señor Matanza", marcó toda una tendencia en su momento en cuanto a sonido (y también por el recordado videoclip filmado en la Plaza de Bolívar y otras locaciones del centro histórico de Bogotá, Colombia donde se muestra la estética urbana latinoamericana). Y aunque por tratarse de un disco cuya inspiración se encontró en la región con canciones tan distintas como "El alakrán", "Santa Maradona", también hay canciones con temas en inglés como "Drives me crazy". El disco juega con un paseo que va de un estado eufórico a la parsimonía y a lo apocalíptico (con el fatal "This is my world"), poniendo cerradura a este submundo sonoro donde la banda se jacta de celebrar entre pesimismo y denuncia, sin advertir la postura minimalista que luego tomara Manu Chao en Clandestino.
En síntesis, Casa Babylon se adelanta a la onda alterlatina que entrará con fuerza a partir de finales de los 90 y toma por sorpresa a una escena latinoamericana que estaba buscando su propia identidad sin dejar de lado los principios del rock que hacían hincapié en el cambio generacional. Mano Negra pasó de ser una banda mestiza francesa de base punk para convertirse en la plataforma que Manu Chao necesitaba para sembrar la semilla de un movimiento desde América Latina que recogía los sonidos e ideas de los rechazados pero expulsado a un solo chorro.

## Lista de canciones
| 1.  | "Viva Zapata"          | (Mano Negra)                               | 2:04 |
| 2.  | "Casa Babylon"         | (Manu Chao / Mano Negra)                   | 2:34 |
| 3.  | "The Monkey"           | (Dave Bartholomew / Mano Negra)            | 2:47 |
| 4.  | "Señor Matanza"        | (Manu Chao / Mano Negra)                   | 4:06 |
| 5.  | "Santa Maradona"       | (Manu Chao / Mano Negra)                   | 3:27 |
| 6.  | "Super Chango"         | (Manu Chao / Mano Negra)                   | 2:53 |
| 7.  | "Bala Perdida"         | (Fidel Nadal / Manu Chao / Mano Negra)     | 2:13 |
| 8.  | "Machine Gun"          | (Manu Chao / Mano Negra)                   | 4:25 |
| 9.  | "El Alakran"           | (Manu Chao)                                | 3:50 |
| 10. | "Mama Perfecta"        | (Traditional arranged by Mano Negra)       | 1:54 |
| 11. | "Love And Hate"        | (Manu Chao / Mano Negra)                   | 2:28 |
| 12. | "Drives Me Crazy"      | (Manu Chao / Mano Negra)                   | 3:38 |
| 13. | "Hamburger Fields"     | (Manu Chao / Mano Negra)                   | 3:14 |
| 14. | "La Vida"              | (Manu Chao / Philippe Teboul / J.M. Andre) | 2:41 |
| 15. | "Sueño De Solentíname" | (Manu Chao)                                | 3:51 |
| 16. | "This Is My World"     | (Mano Negra)                               | 4:57 |

Disco bonus de la edición especial en digipak
| 1. | "Pas De Faux Pas" | (Djerba / Tom Darnal / Mano Negra) | 1:59 |
| 2. | "Hombre Bueno"    | (Charly García / Mano Negra)       | 2:59 |

## Créditos
- Manu Chao: Voz principal y guitarra
- Antoine Chao: Trompeta y voz
- Santiago Casariego: Batería y voz
- Philippe Teboul: Percusión y voz
- Daniel Jamet: Guitarra y voz
- Olivier Dahan: Bajo y voz
- Thomas Darnal: Teclados y voz
- Pierre "Krøpöl" Gauthé: Trombón y voz

## Músicos invitados
- Fidel Nadal: Voz
- Anouk: Voz
- Ana: Voz
- Rocio: Voz
- Djerba: Voz
- Abraham: Voz
- Jhonder: Voz
- Carlos de Nicaragua: Voz
- Napo Romero: Voz
- Matéo Van Vliet: Voz
- Jello Biafra: Voz
- Les Moskokids: Voz
- Tempo: Bajo (en la pista 9)